# 1320
1320 је била преступна година.

## Догађаји

### Јануар
- 20. јануар — Владислав I Кратки је крунисан у Кракову за краља Пољске.

## Рођења
- Википедија:Непознат датум — Рођен Рудолф, војвода од Лорене